# Eric Maynor
Eric Demarqua Maynor (Raeford, 11 giugno 1987) è un ex cestista e allenatore di pallacanestro statunitense.

## Carriera
È stato selezionato dagli Utah Jazz al primo giro del Draft NBA 2009 (20ª scelta assoluta).
Con gli ha disputato i Giochi panamericani di Rio de Janeiro 2007.

## Statistiche

### College
| Anno      | Squadra  | PG  | PT  | MP   | TC%  | 3P%  | TL%  | RP  | AP  | PRP | SP  | PP   |
| --------- | -------- | --- | --- | ---- | ---- | ---- | ---- | --- | --- | --- | --- | ---- |
| 2005-2006 | VCU Rams | 29  | 4   | 15,7 | 43,0 | 20,0 | 82,9 | 1,3 | 2,2 | 0,8 | 0,0 | 4,7  |
| 2006-2007 | VCU Rams | 35  | 34  | 34,7 | 42,4 | 39,0 | 77,8 | 4,2 | 6,4 | 1,4 | 0,2 | 13,9 |
| 2007-2008 | VCU Rams | 32  | 32  | 34,8 | 45,9 | 39,4 | 76,2 | 4,2 | 5,5 | 1,3 | 0,2 | 17,9 |
| 2008-2009 | VCU Rams | 34  | 34  | 35,5 | 46,3 | 36,1 | 81,5 | 3,6 | 6,2 | 1,7 | 0,2 | 22,4 |
| Carriera  | Carriera | 130 | 104 | 30,7 | 44,9 | 37,0 | 79,1 | 3,4 | 5,2 | 1,3 | 0,2 | 15,0 |

### NBA

#### Regular Season
| Anno      | Squadra             | PG  | PT | MP   | TC%  | 3P%  | TL%  | RP  | AP  | PRP | SP  | PP  |
| --------- | ------------------- | --- | -- | ---- | ---- | ---- | ---- | --- | --- | --- | --- | --- |
| 2009-2010 | Utah Jazz           | 26  | 2  | 14   | 39,1 | 20,8 | 75,8 | 1,5 | 3,1 | 0,5 | 0,1 | 5,2 |
| 2009-2010 | Oklahoma Thunder    | 55  | 0  | 16,5 | 43,4 | 36,2 | 69,2 | 1,7 | 3,4 | 0,5 | 0,1 | 4,5 |
| 2010-2011 | Oklahoma Thunder    | 82  | 0  | 14,6 | 40,2 | 38,5 | 72,9 | 1,5 | 2,9 | 0,4 | 0,1 | 4,2 |
| 2011-2012 | Oklahoma Thunder    | 9   | 0  | 15,2 | 35,9 | 35,3 | 0,0  | 1,4 | 2,4 | 0,6 | 0,0 | 4,2 |
| 2012-2013 | Oklahoma Thunder    | 37  | 0  | 10,6 | 31,3 | 32,6 | 81,0 | 0,5 | 2,0 | 0,3 | 0,0 | 2,8 |
| 2012-2013 | Portland T. Blazers | 27  | 0  | 21,2 | 42,2 | 38,0 | 68,3 | 1,0 | 4,0 | 0,4 | 0,0 | 6,9 |
| 2013-2014 | Wash. Wizards       | 23  | 0  | 9,3  | 29,2 | 32,0 | 66,7 | 1,0 | 1,7 | 0,2 | 0,0 | 2,3 |
| 2013-2014 | Philadelphia 76ers  | 8   | 0  | 14   | 37,9 | 33,3 | 50,0 | 1,9 | 1,5 | 0,5 | 0,3 | 3,8 |
| Carriera  | Carriera            | 267 | 2  | 14,6 | 39,2 | 35,0 | 72,1 | 1,3 | 2,8 | 0,4 | 0,1 | 4,3 |

#### Play-off
| Anno     | Squadra          | PG | PT | MP   | TC%  | 3P%  | TL%  | RP  | AP  | PRP | SP  | PP  |
| -------- | ---------------- | -- | -- | ---- | ---- | ---- | ---- | --- | --- | --- | --- | --- |
| 2010     | Oklahoma Thunder | 6  | 0  | 12,7 | 30,0 | 16,7 | 81,8 | 1,5 | 1,5 | 0,2 | 0,2 | 3,7 |
| 2011     | Oklahoma Thunder | 17 | 0  | 12,9 | 37,7 | 36,0 | 78,9 | 1,3 | 2,2 | 0,5 | 0,0 | 4,8 |
| Carriera | Carriera         | 23 | 0  | 12,9 | 36,1 | 32,3 | 80,0 | 1,3 | 2,0 | 0,4 | 0,0 | 4,5 |